# Foyer (logement)
Pour les articles homonymes, voir Foyer.

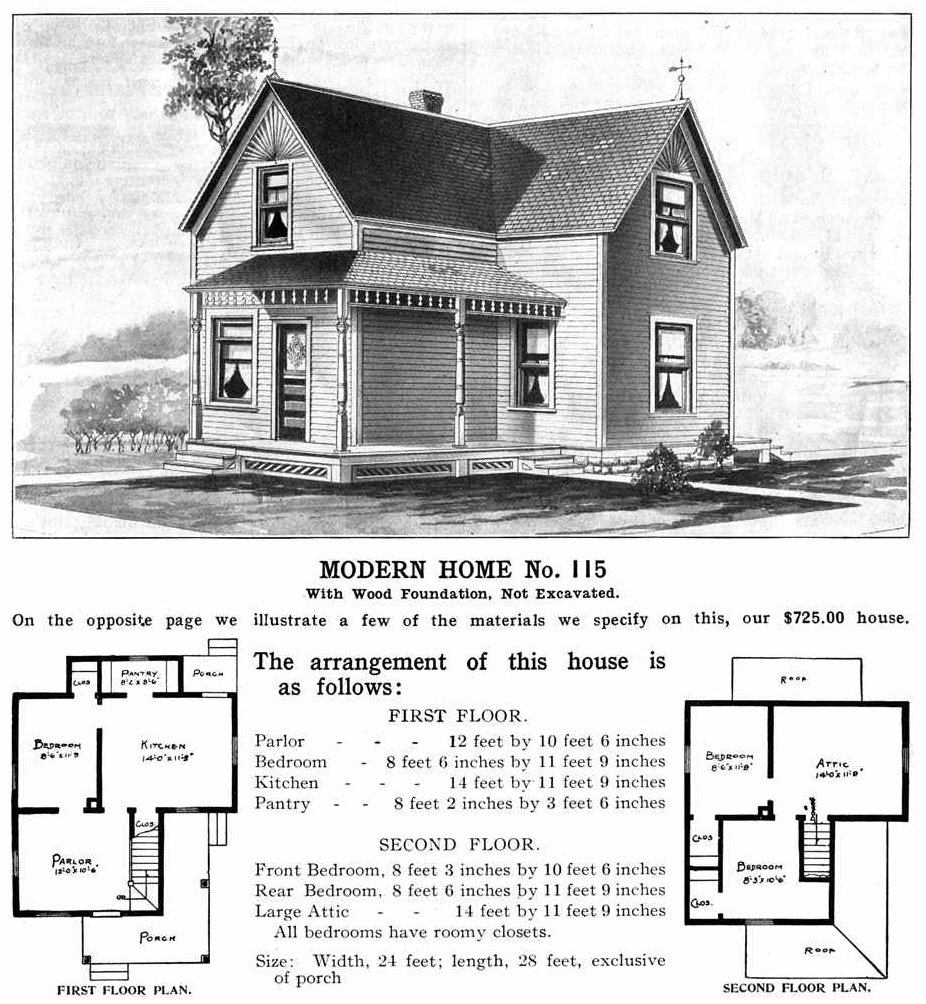
Plan d'une maison représentant les fonctions des différentes pièces.

Le foyer est le logement familial. Le foyer a pour utilité la centralisation des affaires familiales, permettant des activités de repos, de loisir, de travail, d'étude, d'alimentation… Il est un lieu clos, fréquemment segmenté en pièces spécifiques à une fonction, par exemple la cuisine ou encore la chambre à coucher.
Le foyer évolue en fonction des conceptions culturelles de la vie familiale et des avancées technologiques pouvant redéfinir le mode de vie des hommes.

## Histoire

### Époque moderne
La chercheuse spécialiste du foyer Kirsten Gram-Hanssen (en) affirme qu'« historiquement et transculturellement il n'y a pas toujours eu [de] lien fort entre le concept de foyer et le bâtiment physique, et ce mode de pensée est profondément ancré depuis Les Lumières du XVIIe siècle. ». Avant, le foyer était plus vu comme une affaire publique que privée, ce ne serait qu'en parallèle au développement de la pensée bourgeoise que les concepts d'intimité personnelle et familiale prennent de l'importance,.
Le concept de domotique apparait au XIXe siècle grâce à un accès limité des foyers à l'électricité.

### Traduction
- (en) Cet article est partiellement ou en totalité issu de l’article de Wikipédia en anglais intitulé « Home » (voir la liste des auteurs).

### Citations originales
1. ↑  « historically and cross-culturally there is not always [a] strong relation between the concept of home and the physical building, and that this mode of thinking is rooted in the Enlightenment of the seventeenth century »